# Braye-en-Laonnois
Braye-en-Laonnois és un municipi francès situat al departament de l'Aisne i a la regió dels Alts de França. L'any 2007 tenia 214 habitants.

## Demografia

### Població
El 2007 la població de fet de Braye-en-Laonnois era de 214 persones. Hi havia 80 famílies de les quals 12 eren unipersonals (4 homes vivint sols i 8 dones vivint soles), 36 parelles sense fills, 28 parelles amb fills i 4 famílies monoparentals amb fills.
La població ha evolucionat segons el següent gràfic:
Habitants censats

### Habitatges
El 2007 hi havia 91 habitatges, 81 eren l'habitatge principal de la família, 7 eren segones residències i 3 estaven desocupats. 87 eren cases i 4 eren apartaments. Dels 81 habitatges principals, 59 estaven ocupats pels seus propietaris i 22 estaven llogats i ocupats pels llogaters; 18 tenien tres cambres, 25 en tenien quatre i 39 en tenien cinc o més. 9 habitatges disposaven pel capbaix d'una plaça de pàrquing. A 37 habitatges hi havia un automòbil i a 38 n'hi havia dos o més.

### Piràmide de població
La piràmide de població per edats i sexe el 2009 era:
| Homes | Edats   | Dones |
| ----- | ------- | ----- |
| 0     | 95 o +  | 0     |
| 0     | 90 a 94 | 0     |
| 0     | 85 a 89 | 0     |
| 0     | 80 a 84 | 0     |
| 8     | 75 a 79 | 8     |
| 4     | 70 a 74 | 8     |
| 0     | 65 a 69 | 8     |
| 12    | 60 a 64 | 0     |
| 0     | 55 a 59 | 4     |
| 4     | 50 a 54 | 12    |
| 4     | 45 a 49 | 8     |
| 0     | 40 a 44 | 0     |
| 12    | 35 a 39 | 0     |
| 4     | 30 a 34 | 12    |
| 4     | 25 a 29 | 4     |
| 16    | 20 a 24 | 0     |
| 8     | 15 a 19 | 12    |
| 8     | 10 a 14 | 0     |
| 4     | 5 a 9   | 8     |
| 12    | 0 a 4   | 0     |

## Economia
El 2007 la població en edat de treballar era de 124 persones, 80 eren actives i 44 eren inactives. De les 80 persones actives 72 estaven ocupades (40 homes i 32 dones) i 9 estaven aturades (4 homes i 5 dones). De les 44 persones inactives 12 estaven jubilades, 12 estaven estudiant i 20 estaven classificades com a «altres inactius».

### Ingressos
El 2009 a Braye-en-Laonnois hi havia 80 unitats fiscals que integraven 210 persones, la mediana anual d'ingressos fiscals per persona era de 15.031,5 €.

### Activitats econòmiques
Dels 2 establiments que hi havia el 2007, 1 era d'una empresa de comerç i reparació d'automòbils i 1 d'una empresa de serveis.
L'any 2000 a Braye-en-Laonnois hi havia 4 explotacions agrícoles.

## Equipaments sanitaris i escolars
El 2009 hi havia una escola elemental integrada dins d'un grup escolar amb les comunes properes formant una escola dispersa.

## Poblacions més properes
El següent diagrama mostra les poblacions més properes.